# Gens Lutatia
La gens Lutatia (in italiano: Lutazia), a volte scritto come Luctatia, era un gens romana di status plebeo. Compaiono nelle fonti a partire dalla fine della prima guerra punica. A oggi, è possibile ancora visitare le rovine del mausoleo di famiglia, il Lutatiorum, collocato a Roma oltre il Tevere.

## Praenomina

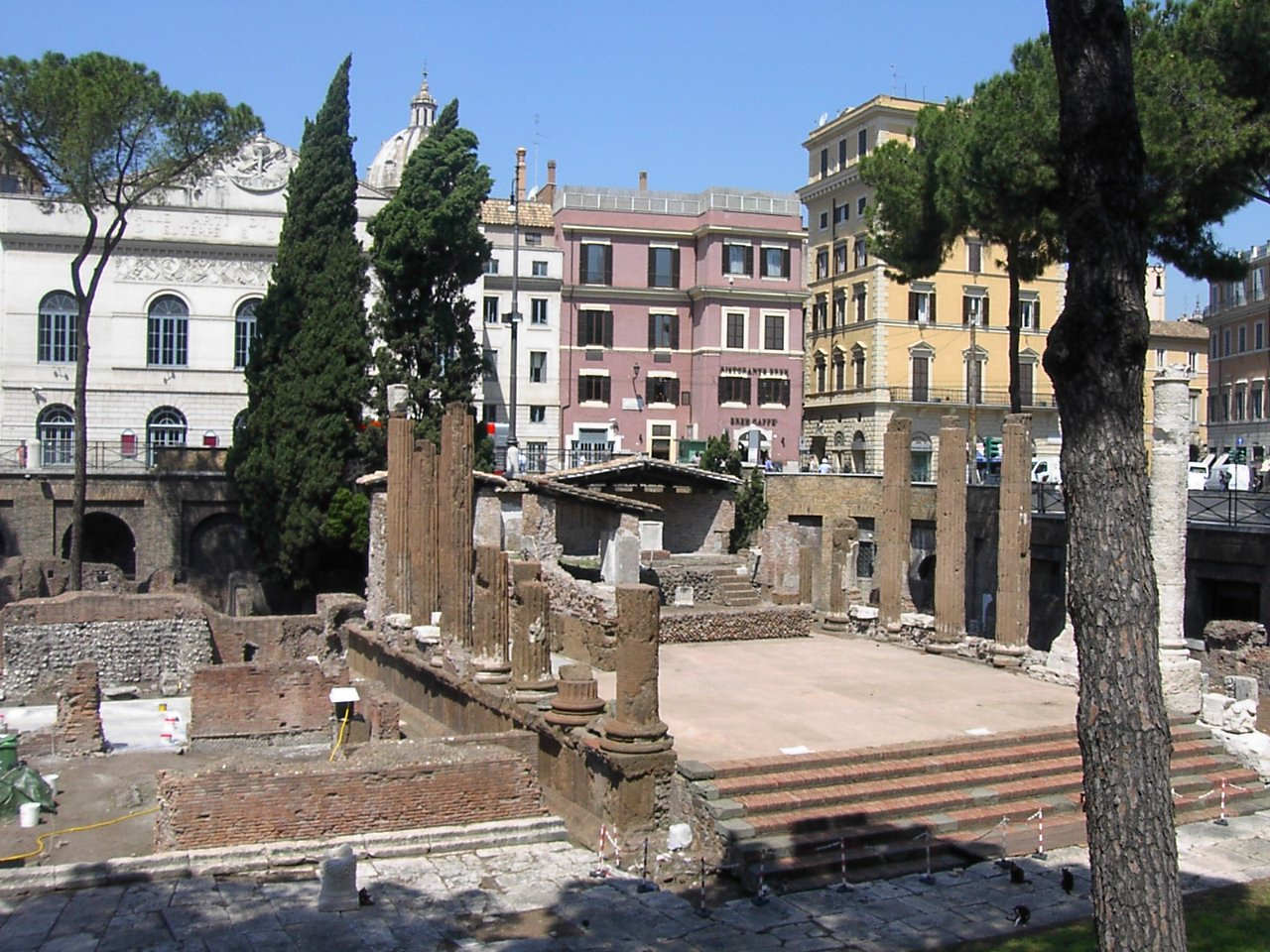
Rovine del tempio di Giunone a Largo di Torre Argentina, edificato da Gaio Lutazio Catulo

I principali praenomina usati erano Gaio e Quinto, con casi occasionali di Gneo e Marco.

## Cognomina
Le due familiae principali che si ramificarono all'interno della gens Lutatia portavano i cognomina:
- Catulo: derivante da catus, ovvero "saggio, cauto".
- Cercone: derivante dalla parola latina per "coda".

## Membri noti
- Gaio Lutazio, nonno dei consoli del 242 e 241 a.C.
- Gaio Lutazio, padre dei consoli del 242 e 241 a.C.
- Gaio Lutazio Catulo, console nel 242 a.C.
- Quinto Lutazio Cercone, fratello del precedente, console nel 241 a.C. e censore nel 236 a.C., morì nello stesso anno.
- Gaio Lutazio Catulo, console nel 220 a.C.
- Quinto Lutazio Catulo Cercone, triumviro monetario fra il 206 e il 200 a.C.
- Gneo Lutazio Cercone, ambasciatore ad Alessandria nel 173 a.C.
- Gneo Lutazio Cercone, senatore nel 140 a.C.
- Quinto Lutazio Cercone, questore nel 109 o 108 a.C. Coniò delle monete che celebravano la battaglia delle Egadi.
- Quinto Lutazio Catulo, console nel 102 a.C. con Gaio Mario.
- Quinto Lutazio Catulo Capitolino, figlio del precedente, console nel 78 a.C. e censore nel 65 a.C.
- Lutazia, sorellastra del precedente, moglie di Ortensio e madre di Quinto e Ortensia.
- Marco Lutazio Pinza, cavaliere del II secolo a.C.
- Lutazio, autore della Communis Historia.
- Lutazio Dafni, liberto di Quinto Lutazio Catulo e grammatico.
- Quinto Lutazio Diodoro, greco che ottenne la cittadinanza romana da Silla, grazie al patrocinio di Quinto Lutazio Catulo. Visse a Lilibeo e divenne una delle vittime di Verre.
- Lutazio, scolista di Stazio.